# Central Pierce (Dakota del Norte)
Central Pierce es un territorio no organizado ubicado en el condado de Pierce en el estado estadounidense de Dakota del Norte. En el Censo de 2010 tenía una población de 12 habitantes y una densidad poblacional de 0,13 personas por km².

## Geografía
Central Pierce se encuentra ubicado en las coordenadas 48°9′5″N 100°11′00″O / 48.15139, -100.18333. Según la Oficina del Censo de los Estados Unidos, Central Pierce tiene una superficie total de 93.66 km², de la cual 86.13 km² corresponden a tierra firme y (8.04%) 7.53 km² es agua.

## Demografía
Según el censo de 2010, había 12 personas residiendo en Central Pierce. La densidad de población era de 0,13 hab./km². De los 12 habitantes, Central Pierce estaba compuesto por el 100% blancos, el 0% eran afroamericanos, el 0% eran amerindios, el 0% eran asiáticos, el 0% eran isleños del Pacífico, el 0% eran de otras razas y el 0% pertenecían a dos o más razas. Del total de la población el 0% eran hispanos o latinos de cualquier raza.